# Кишинівська хоральна синагога
Кишинівська хоральна синагога — головний єврейський молитовний будинок міста Кишинева в період між 1913 і 1940 роками.
Побудована на вулиці Синадіновській (нині Влайку Пиркелаб) у 1913 році коштом єврейської громади міста. Збудована навпроти міської Талмуд-Тори (общинної єврейської школи) синагога спочатку замислювалася як молитовний дім для учнів, але незабаром після завершення робіт стала головним єврейським молитовним будинком міста та найбільшим із 77 наявних єврейських молільних будинків. Будинок із фасадом у неомавританському стилі складався з трьох приміщень загальною площею 1350 квадратних метрів і мав бляшане покриття. Звід купола був розписаний зображенням зоряного неба як зодіакальних сузір'їв. Перед головним входом була поміщена мармурова меморіальна дошка на згадку про одного з пожертвувачів Д. Х. Хігера, що впав з лісів під час огляду будівництва синагоги в 1910 році.
Освячення синагоги відбулося 8 вересня 1913 року за участю хору співочих під керуванням кантора Чоклера, який виконав 24-й псалом «Підніміть браму, голови ваші». Після винесення свитка Тори кантор Іде-Лейб Килимник прочитав молитву про здоров'я Государя Імператора та всього царюючого Будинку, всіма присутніми було виконано «Боже, Царя бережи». Після урочистих промов кантор Килимник у супроводі хору виконав 113-й псалом, на чому урочиста церемонія завершилася.
Канторами синагоги були Яків Рівліс (пом. 1938), Янкл-Хаїм Ципріс (1890—1941), у 1935—1938 роках — Шолом Кац (1915—1982).
У румунський період у будівлі «громадського єврейського училища Талмуд-Тора» також розташовувалася гімназія мережі «Тарбут». Після приєднання Бессарабії до СРСР 1940 року весь архітектурний комплекс був націоналізований.
Будинок синагоги не постраждав у роки Другої світової війни і в 1945 після ремонту був переданий Російському драматичному театру ім. А. П. Чехова, який перебуває в ньому до теперішнього часу. У 1966 році будівля була перебудована, засклена та відреставрована за проектом архітектора Романа Бекесевича. Внутрішнє планування було також повністю змінено.

## Галерея
- Вціліла будівля синагоги в 1947 (Російський драматичний театр ім. А. П. Чехова)[недоступне посилання з Июль 2018]
- Прилегла до синагоги будівля талмудтори[недоступне посилання з Июль 2018]
- Будівля синагоги, талмудтори та гімназії « Тарбут » у 1930-ті роки. (перед фасадом — учні в уніформі, на воротах – шестикінцева зірка Давида). Напис на воротах прилеглої Талмуд-Тори: זֶה הַשַּׁעַר לַיהוָה, צַדִּיקִים יָבאוּ בוֹ (Це врата Господа .